# Redoute des Couplets
Pour les articles homonymes, voir Couplet.
La redoute des Couplets est un ancien édifice militaire qui se dresse dans la commune française de Cherbourg-en-Cotentin dans le département de la Manche, en région Normandie.

## Localisation
L'édifice est situé dans l'ancienne commune d'Équeurdreville-Hainneville.

## Historique
La redoute fait l’objet d’une inscription au titre des monuments historiques par arrêté du 24 mars 1994  : la redoute, y compris le réduit et ses fossés, fait l'objet de l'inscription.